# Phillip Miller
Phillip Miller é um ex-lutador de MMA estadunidense, que competia na categoria do Peso-médio. Ele é um dos poucos lutadores de MMA que encerraram suas carreiras sem nenhuma derrota na modalidade.
Segundo o site Sherdog, atualmente Miller trabalha como policial na Los Angeles Police Department.

## Carreira
Phillip Miller era um grappler que lutava na categoria do Peso-médio. Pendurou as luvas precocemente, aos 23 anos, sem nunca ter perdido uma luta sequer. Ele se aposentou com um cartel de 16-0-0, sendo 4 nocautes, 7 finalizações, 4 decisões e 1 vitória por motivo desconhecido. Ele lutou 2 vezes no UFC, finalizando Mark Weir e batendo James Zikic por decisão unânime. Miller venceu nomes como Jake Shields, Shungo Oyama, Brian Foster, dentre outros em sua curta e dominante carreira.

### Última Luta e Aposentadoria
No dia 28 de Março de 2003, a luta contra Moacir Oliveira abriu seus olhos, e fez com que Miller abandonasse o mundo das lutas optasse pela carreira de policial em Los Angeles.
| “ | "Eu espanquei o cara por 3 rounds. No final da luta ele não conseguia nem ficar em pé. Assim que saiu do octógono ele foi vomitar... e eu pensei "quer saber? Eu faria a mesma coisa se estivesse no lugar dele." Sabia disso porque tenho personalidade e nunca iria desistir." | ” |

Então Miller escolheu decidiu parar antes que isso acontecesse com ele.
O MMA não era tão lucrativo como hoje, e o veterano do UFC estava quebrado antes da possível luta contra Phil Baroni que foi cancelada por questões financeiras. Miller abandonou enquanto estava por cima, pois no fundo ele sabia que se estivesse por baixo nunca abandonaria.
| “ | "Eu nunca quis desistir perdendo, quer dizer, eu não podia. Mesmo se eu perdesse uma luta, eu teria que voltar lá e lutar de novo. Eu não posso simplesmente sair com derrota." | ” |

### Conquistas
- Campeão do Torneio WVC - World ValeTudo Championship - 2002 (Categoria: Peso-médio)[2][3]

### Cartel no MMA
| Total    | Total       | 16 Vitórias | 0 Derrota |
| -------- | ----------- | ----------- | --------- |
| 16 Lutas | Nocaute     | 4           | 0         |
| 16 Lutas | Finalização | 7           | 0         |
| 16 Lutas | Decisão     | 4           | 0         |
| 16 Lutas | Outras      | 1           | 0         |

| Res.    | Cartel | Oponente               | Método                        | Evento                                        | Data       | Round | Tempo | Local                     | Notas                       |
| ------- | ------ | ---------------------- | ----------------------------- | --------------------------------------------- | ---------- | ----- | ----- | ------------------------- | --------------------------- |
| Vitória | 16–0   | Moacir Oliveira        | Decision (unanimous)          | HOOKnSHOOT: Absolute Fighting Championships 2 | 28/03/2003 | 3     | 5:00  | Florida, United States    |                             |
| Vitória | 15–0   | Mark Weir              | Submission (rear naked choke) | UFC 40                                        | 22/11/2002 | 2     | 4:50  | Nevada, United States     |                             |
| Vitória | 14–0   | James Zikic            | Decision (unanimous)          | UFC 38                                        | 13/07/2002 | 3     | 5:00  | London, England           |                             |
| Vitória | 13–0   | Roberto Ramirez        | Submission                    | KOTC 13 - Revolution                          | 17/05/2002 | 1     | 4:14  | Nevada, United States     |                             |
| Vitória | 12–0   | Marcelo Vieira         | TKO (towel)                   | WVC 14: World Vale Tudo Championship 14       | 07/03/2002 | 1     | 12:15 | Runaway Bay, Jamaica      | Final do Torneio            |
| Vitória | 11–0   | Brian Foster           | Submission (strikes)          | WVC 14: World Vale Tudo Championship 14       | 07/03/2002 | 1     | 4:40  | Runaway Bay, Jamaica      | Semi-Final do Torneio       |
| Vitória | 10–0   | Luiz Claudio das Dores | Submission (strikes)          | WVC 14: World Vale Tudo Championship 14       | 07/03/2002 | 1     | 4:00  | Runaway Bay, Jamaica      | Quartas de Final do Torneio |
| Vitória | 9–0    | John Hosegood          | KO                            | KOTC 12 - Cold Blood                          | 09/02/2002 | 1     | 3:43  | California, United States |                             |
| Vitória | 8–0    | Cruz Chacon            | Submission (strikes)          | GC 7: Casualties of War                       | 04/11/2001 | 2     | 1:24  | California, United States |                             |
| Vitória | 7–0    | John Herrera           | Desconhecido                  | GC 5: Rumble in the Rockies                   | 19/08/2001 | N/A   |       | Colorado, United States   |                             |
| Vitória | 6–0    | David Contrell         | KO                            | GC 4: Collision at Colusa                     | 17/06/2001 | 1     | 2:20  | California, United States |                             |
| Vitória | 5–0    | Shungo Oyama           | TKO (strikes)                 | KOTC 8: Bombs Away                            | 29/04/2001 | 2     | 3:00  | California, United States |                             |
| Vitória | 4–0    | Kurt Rojo              | Decision                      | GC 1: Gladiator Challenge 1                   | 09/12/2000 | 3     | 5:00  | California, United States |                             |
| Vitória | 3–0    | Rick Kerns             | Submission (armlock)          | IFC WC 9: Warriors Challenge 9                | 18/07/2000 | 1     | 1:45  | California, United States |                             |
| Vitória | 2–0    | Jake Shields           | Decision (unanimous)          | IFC WC 9: Warriors Challenge 9                | 18/07/2000 | 2     | 8:00  | California, United States |                             |
| Vitória | 1–0    | Ben Sablan             | Submission (strikes)          | Caged: Caged 2000                             | 22/01/2000 | 1     | 7:33  | California, United States |                             |